# Copa Presidente
La Copa Presidente fue una competición que se celebró en El Salvador parte de las copas nacionales del fútbol Salvadoreño en el que participan los equipos de las tres divisiones profesionales pertenecientes a la Federación Salvadoreña de Fútbol.
Comenzó como una iniciativa del gobierno para que sirvieran de vitrina a jugadores de equipos de tercera y segunda división en el fútbol de El Salvador. Participaron un total de equipos de 32, divididos en 10 de Primera División, Segunda División, y 12 de Tercera división.
El primer campeón oficial fue el Club Deportivo Águila de San Miguel, venciendo en la final al Luis Ángel Firpo. Luego de cinco años de ausencia, se disputó una nueva edición, teniendo como campeón al Club Deportivo Atlético Balboa al derrotar en la final al Nacional 1906 de la Segunda División en el 2005. En 2006 el ganador fue el Once Municipal logrando así el doblete con la Copa Presidente y el trofeo de la liga mayor de fútbol.
Ya en el 2000 se había realizado esta especie de torneo pero como un proyecto piloto, el campeón de esta edición fue el Club Deportivo Águila.

## Ganadores
| Año       | Campeón         | Marcador  | Subcampeón                  |
| --------- | --------------- | --------- | --------------------------- |
| 2000      | C.D. Águila     | 3-2       | Luis Ángel Firpo            |
| 2001-2004 | No Jugado       | No Jugado | No Jugado                   |
| 2005      | Atlético Balboa | 2-0       | Independiente Nacional 1906 |
| 2006      | Once Municipal  | 1-0       | C.D. Águila                 |

### Títulos por clubes
| No. | Club                        | Títulos | Subtítulos | Años campeón | Años subcampeón |
| --- | --------------------------- | ------- | ---------- | ------------ | --------------- |
| 1   | C.D. Águila                 | 1       | 1          | 1999-00      | 2006-07         |
| 2   | Atlético Balboa             | 1       | 0          | 2005-06      | -               |
| 3   | Once Municipal              | 1       | 0          | 2006-07      | -               |
| 4   | Luis Ángel Firpo            | 0       | 1          | -            | 1999-00         |
| 5   | Independiente Nacional 1906 | 0       | 1          | -            | 2005-06         |